# پیر نیئان
پیر نیئان (انگلیسی: Pierre Nihant; زاده ۵ آوریل ۱۹۲۵ – درگذشته ۱۲ ژانویهٔ ۱۹۹۳) دوچرخه‌سوار اهل بلژیک بود.
وی در مسابقات کشوری و بین‌المللی در مجموع برندهٔ ۱ مدال نقره شده‌است.